# Nicotiana benthamiana
Espèce
Classification APG III (2009)
Nicotiana benthamiana  est une espèce solanacée proche du tabac originaire d'Australie. C'est l'un des organismes végétaux modèles les plus couramment utilisés. 
Également connue sous le nom de benth ou benthi, Nicotiana benthamiana est l'une des nombreuses espèces de Nicotiana. Elle a été décrite pour la première fois par George Bentham dans Flora australiensis : a description of the plants of the Australian territory, en 1868.
Le genre Nicotiana doit son nom à Jean Nicot de Villemain qui, en 1560, a été la première personne à importer ces plantes des Amériques vers l'Europe. Le terme Nicotiana a été utilisé à l'origine pour décrire les plants de tabac, dès 1630, et, à partir de 1788, pour désigner l'ensemble du genre. Plus de 75 espèces de Nicotiana présentes dans la nature, dont 49 originaires d'Amérique et 25 originaires d'Australie, ont été classées.
Utilisée avant l'introduction des espèces commerciales Nicotiana tabacum et Nicotiana rustica, cette espèce est connue sous les noms indigènes Tjuntiwari et Muntju[réf. souhaitée].
Nicotiana benthamiana est une plante modèle en biologie végétale, en particulier dans le domaine des interactions hôte-pathogène. Elle est aussi une espèce privilégiée pour l'étude de l'expression transitoire par agroinfiltration ainsi qu'une plateforme pour la production industrielle de protéines recombinantes, y compris les efforts de l'entreprise canado-japonaise Medicago pour produire des particules pseudo-virales pour fabriquer des vaccins,.

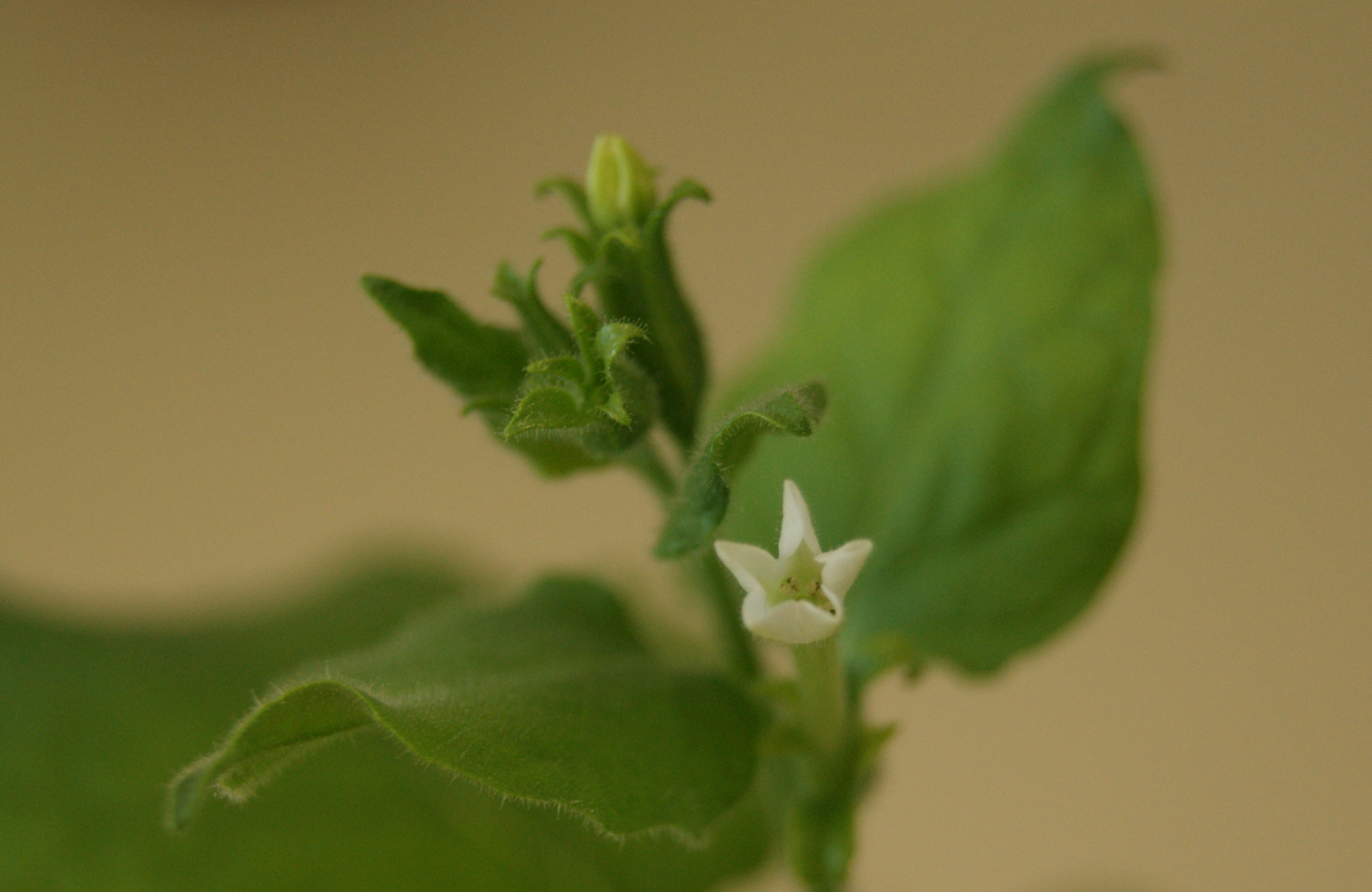
fleurs de Nicotiana benthamiana